# Mladen Lambulić
Mladen Lambulić (1972. július 9.), montenegrói labdarúgó, korábban az MTK meghatározó játékosa volt, később az Újpest FC és a Kecskeméti TE csapatában játszott. 2010 októberében fejezte be profi pályafutását.